# جامعة برينستون
جامعة برنستون هي جامعة خاصة بحثية متعددة الاختصاصات تقع في بلدة برنستون بولاية نيو جيرسي، الولايات المتحدة. وهي واحدة من الجامعات الثمانية التي تشكل رابطة اللبلاب وواحدة من الكليات الاستعمارية التسع التي أُقيمت قبل الثورة الأمريكية أرتبطت الجامعة بالكنيسة المشيخية الأمريكية.
تأسست الجامعة في مدينة إليزابيث، بولاية نيو جيرسي عام 1746 تحت اسم كلية نيو جيرسي. ثم نُقلت إلى نيوآرك، نيوجيرسي عام 1747. وأستقرت ببرنستون عام 1756. بُدل اسمها إلى جامعة برنستون عام 1896.

## خريجون بارزون
- جيمس ماديسون
- جون ناش
- ريتشارد فاينمان
- ميشيل أوباما
- ايرفينغ سيغال
- سعود الفيصل
- تشارلز واطسون